# Gargara perpolita
Gargara perpolita är en insektsart som beskrevs av William Lucas Distant. Gargara perpolita ingår i släktet Gargara och familjen hornstritar. Inga underarter finns listade i Catalogue of Life.